# Run of series
Il termine Run of series o Life of series indica una clausola che, se inserita all'interno di un contratto di licenza per i diritti di trasmissione di una serie televisiva, pone in capo ad un broadcaster ("Licensee") l'obbligo di acquisire tutte le stagioni di una serie televisiva successive a quella licenziata al momento della stipula del contratto stesso. Nei contratti di distribuzione statunitensi con i broadcaster europei, la clausola normalmente recita: "Licensee must license each and every episode produced of the series for all subsequent U.S. broadcasts seasons on a run-of-series basis".

## Conseguenze
Nell'ambito delle logiche negoziali con il distributore statunitense ("Licensor"), l'accettazione di questa condizione espone il broadcaster ad un rischio potenziale poiché questi sarà obbligato ad acquisire tutte le stagioni successive a quella licenziata indipendentemente dal successo televisivo riscosso localmente dalla messa in onda di quest'ultima.
Tale rischio diventa estremamente concreto quando, al momento della stipula del contratto, un broadcaster europeo è già a conoscenza del fatto che una seconda stagione è stata già prodotta o verrà prodotta: questo può significare che negli Stati Uniti la serie ha riscosso un successo tale da indurre il broadcaster U.S. a commissionare una seconda stagione, ma ciò non significa che la risposta del pubblico in Europa possa essere analoga.
Al fine di evitare tale rischio, il broadcaster può negoziare in alternativa al "Run of Series" una clausola di "opzione" (in inglese "option") che, se recepita nel contratto, gli dà la possibilità di decidere se effettuare o meno l'acquisizione della/e stagione/i seguente/i a quella già licenziata.